# Concerto campestre (Cariani)
Il Concerto campestre è un dipinto realizzato in olio su tela opera di Giovanni Cariani nel 1515-1516 e conservato nel Museo Nazionale di Varsavia.

## Storia
Il dipinto faceva parte fino al 1915 della raccolta Potocki di Cracovia, pervenuto al Museo Nazionale di Varsavia nel 1946.

La tela venne più volte restaurata dal 1949 al 1980, e dal 1915 considerata lavoro del Cariani, con una datazione approssimativa del 1515, anni giovanili dell'artista che nato nella bergamasca aveva seguito il padre a Venezia dove aveva ricevuto incarichi pubblici, e a Venezia aveva avuto la possibilità di studiare i lavori del Bellini e del Giorgione. Proprio al Convinto degli Dei del Bellini realizzato nel 1514, sembra ispirare l'artista collocando l'opera all'anno successivo,  sicuramente prima del periodo bergamasco.

## Descrizione

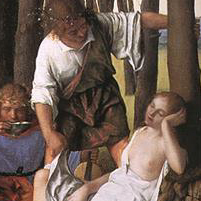
Priapo e la ninfa - Giovanni Bellini

Il Cariani sembra riprendere la ninfa sdraiata dormiente, presente sul dipinto del Bellini sul lato inferiore destro, quasi a farne una rivisitazione, ma è solo una sensazione, la ninfa del Cariani occupa buona parte del lato sinistro della tela, e ne è la protagonista. La posa del braccio slargato su di un piano, forma quel corpo unico dei personaggi come è tipico dell'artista, diventando molto più vicino al Tiziano, mentre la tematica artistica è sicuramente molto vicina al Concerto campestre opera del Giorgione o ancora di Tiziano quando era suo alunno. Il giovane Cariani sapeva guardare, copiare, e rendere proprio il lavoro, se l'opera del Giorgione vuole essere una raffigurazione fantastica, l'allegoria della musica, il Cariani ponendo il suonatore di liuto in primo piano che guarda l'osservatore, raffigura la realtà, una rappresentazione veritiera. La volumetrica plasticità, la rigidità delle pieghe negli abiti, riconducono la tela al dipinto Gentiluomini e cortigiane e molti lavori successivi dell'artista rendendo inequivocabile ricondurvi l'opera.

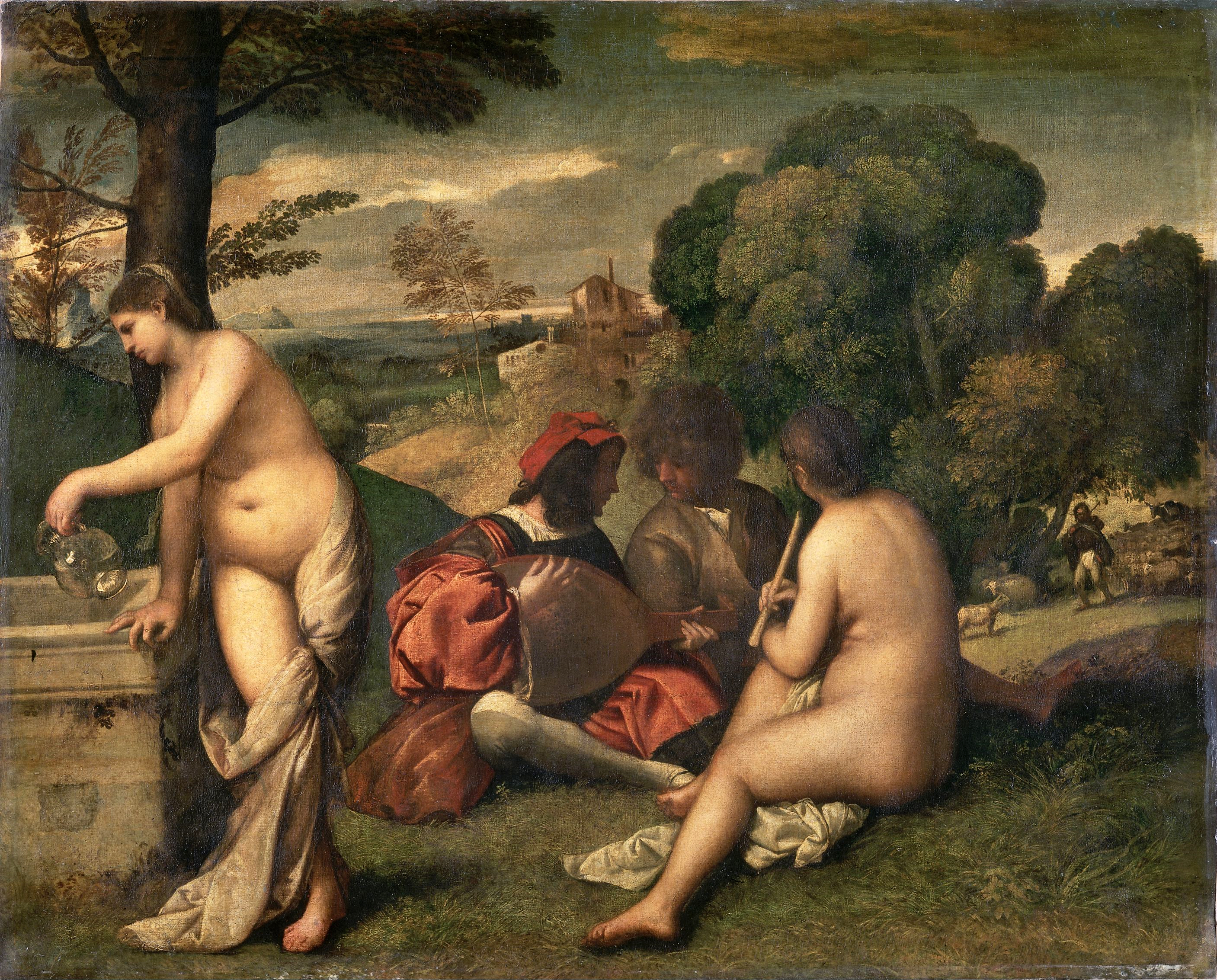
Fiesta campestre